# Leptochilus perterricus
Leptochilus perterricus är en stekelart som beskrevs av Giordani Soika 1970. Leptochilus perterricus ingår i släktet Leptochilus och familjen Eumenidae. Inga underarter finns listade i Catalogue of Life.